# Уилям Стърджън
Уилям Стърджън (на английски: William Sturgeon) е английски физик и изобретател. Той конструира първия електромагнит и създава първия практически използваем електромотор.

## Биография
Уилям Стърджън е роден през 1783 година в Уитингтън. Първоначално се подготвя за обущар, но през 1802 година постъпва в армията, където се самообразова в областта на математиката и физиката. През 1824 година започва да чете лекции в колежа на Източноиндийската компания в Адискомб, а през следващата година демонстрира първия си електромагнит.
През 1832 година Стърджън е назначен за лектор в Галерията за практически науки в Лондон, където за пръв път демонстрира правотоков електромотор с комутатор. През 1836 година основава списанието „Аналс ъф Илектрисити“, а през същата година изобретява и галванометъра.
Уилям Стърджън работи в тясно сътрудничество с Джон Питър Гасио и Чарлс Винсънт Уокър, заедно с които през 1837 година основава Лондонското електрическо дружество. През 1840 година оглавява Кралската викторианска галерия за практически науки в Манчестър, а след нейното закриване през 1842 година продължава да изнася лекции.
Уилям Стърджън умира през 1850 година в Престуич.